# Das Freundschaftsbanner
Das Freundschaftsbanner (ab 1933: Schweizerisches Freundschafts-Banner) war die erste homosexuelle Zeitschrift der Schweiz, verlegt in Zürich von 1932 bis 1942. Gegründet wurde sie von Laura Thoma und August Bambula und orientierte sich eng an zeitgenössischen deutschen Lesbenzeitschriften wie der Garçonne. 1933 übernahm Anna Vock die Leitung, sie prägte die Zeitschrift bis zu ihrem Ende 1942. 1937 wurde die Zeitschrift in Menschenrecht umbenannt. Zur Zeit ihres Erscheinens war Das Freundschaftsbanner neben der unregelmäßig erscheinenden tschechoslowakischen Hlas und den kurzlebigen Kamarád und Levensrecht die einzige existierende homosexuelle Zeitschrift weltweit. 1942 übernahm Karl Meier die Zeitschrift und baute sie um zur rein männlichen Zeitschrift Der Kreis, die das Leitmedium der Homophilenbewegung wurde.

## Geschichte

### Gründung 1932
Laura Thoma hatte in Zürich 1930 durch eine Ausgabe der Frauenliebe von der lesbischen Subkultur Berlins erfahren. Bei ihrem Aufenthalt in Berlin Anfang 1931 lernte sie dort auch die lesbische Zeitschrift Garçonne (Nachfolgerin der Frauenliebe) kennen. Inspiriert davon, veröffentlichte sie in der Garçonne 1931 einen Aufruf an Schweizer Lesben unter dem Titel «Leidensgenossinnen der Schweiz vereinigt Euch!» So entstand im August 1931 der «Damenclub Amicitia», die erste Organisation lesbischer Frauen in der Schweiz, dessen Präsidentin Thoma wurde.
Der Damenclub kooperierte bald mit dem «Excentric-Club Zürich» (ECZ), einem Verbund homosexueller Männer, unter dem Namen Schweizerische Freundschaftsbewegung als einer Art Dachverband für die beiden weiter organisatorisch selbständigen Gruppen. Thoma und August Bambula, Mitglied des ECZ, realisierten gemeinsam mit Anna Vock die erste Ausgabe des Freundschaftsbanner und verteilten sie auf einem gemeinsamen Ball beider Vereinigungen zum Jahreswechsel 1931/32. Sie sollte zum einen als Organ einer kämpferischen Bewegung für die gemeinsamen Interessen dienen, zum anderen aber auch den Leserinnen und Lesern Orientierung, Trost und Selbstachtung geben. In der Konzeption orientierte sich das Heft an der Garçonne, neben literarischen Texten in Prosa und Lyrik gab es bewegungspolitische Texte, Veranstaltungstipps und -berichte sowie Kontaktanzeigen.
Sie war vollständig mit der Schreibmaschine gesetzt und hektographisch vervielfältigt worden, in dieser Gestalt erschien die Zeitschrift 15-mal. Personell und strukturell ergaben sich jedoch rasch Änderungen: bereits Ende Februar 1932 wurde nur noch Bambula als Herausgeber genannt, im März wechselte die Postadresse von der Wohnung Thomas hin zum ECZ, ab Anfang Mai gab es keine Inhalte für Frauen mehr und alle verlegerischen und redaktionellen Angaben verwiesen nur noch auf den ECZ. Innerhalb weniger Monate war das Freundschaftsbanner vollständig von den Männern der Bewegung übernommen worden.
Offensichtlich gelang es diesen jedoch nicht, die Zeitschrift erfolgreich weiterzuführen. Im Oktober 1932 demissionierte Bambula, das Freundschaftsbanner wurde durch den ECZ auf ein Beiblatt im Deutschen Freundschaftsblatt reduziert und am 12. November 1932 gänzlich eingestellt. Zugleich ereignete sich intern im «Excentric-Club Zürich» eine Krise, die zu seiner Auflösung führte.

### Neubeginn und Etablierung 1933–1937
Anfang 1933 war die Situation der Homosexuellenbewegung in der Schweiz desolat: das Freundschaftsbanner war eingestellt, die männliche Partnerorganisation implodiert. Aus den Resten des ECZ hatte sich eine neue kleine Gruppe gegründet, der Freundschaftsbund, der sich dem Damenklub Amicitia gegenüber jedoch abweisend verhielt. Zu ihrer Überraschung wurden Thoma und Vock im Februar 1933 vom Freundschaftsbund eingeladen, an dessen Hauptversammlung teilzunehmen, wo sie wiederum Zeuginnen des Zerfalls der Nachfolgeorganisation des ECZ wurden. Vock lud daraufhin als Präsidentin des Damenklub Amicitia aus Mitleid die Männer ein, dem Damenklub beizutreten und bei einer Versammlung am 4. April 1933 gründete sich so der Schweizer Freundschaftsverband "Amicitia". Zugleich wurde beschlossen die Herausgabe des Freundschaftsbanners wieder aufzunehmen.
Am 15. April 1933 erschien die erste neue Ausgabe unter dem Namen Schweizerisches Freundschafts-Banner als Ausgabe Nr. 20. Personell knüpfte es an die Anfänge der Zeitschrift an, als Verlegerin und Herausgeberin fungierte Anna Vock, die Redaktion hatte Thoma, die inhaltliche Konzeption blieb unverändert. Äusserlich war die Zeitschrift professioneller, sie erschien nun im Buchdruck auf weissem Papier und in deutlich grösserem Format, diese Gestalt erhielt das Schweizerische Freundschaftsbanner konstant bis zu seiner Umbenennung 1937 bei. Seit seinem Wiedererscheinen war es neben der sporadisch erscheinenden tschechischen Hlas und bis zum Erscheinen der niederländischen Levensrecht 1940 die einzige homosexuelle Zeitschrift weltweit.
Das Erscheinen des Freundschaftsbanners war zunehmend von Problemen begleitet. Bereits 1933 geriet sie erstmals kurzfristig ins Blickfeld des Scheinwerfer, einer Zürcher Boulevardzeitschrift mit starken Sympathien für die Politik der deutschen Nationalsozialisten. Im April 1934 nahm das Blatt diese Kampagne wieder auf und berichtete wiederholt in beleidigender und verleumderischer Form gegen Homosexuelle und die Schweizer Organisationen insbesondere. Als der Scheinwerfer Anna Vock tätliche Angriffe unterstellte, verklagte sie die Zeitschrift erfolgreich wegen Ehrverletzung. Im Gegenzug veröffentlichte der Scheinwerfer daraufhin ihren Namen und ihre Adresse, dieses "Outing" führte dazu, dass Vock ihren Arbeitsplatz verlor. Ein weiteres Mal wiederholte sich eine solche Kampagne 1936 durch die Zeitschrift Guggu.

### Menschenrecht1937–1939
Ab 1. Januar 1937 erschien die Zeitschrift unter dem neuen Titel Menschenrecht (Untertitel "Blätter zur Aufklärung und gegen Ächtung und Vorurteil, vormals Schweizerisches Freundschafts-Banner") und wechselte zurück zum kleineren Oktavformat. In der Zählung des Jahrgangs setzte Menschenrecht jedoch auf Kontinuität, die erste Nummer war die 1 des 5. Jahrgangs. Auch personell und organisatorisch blieb die Zeitschrift vorerst noch unverändert. Aufgrund eines finanziellen Defizits, das die wenig ertragreiche Zeitschrift inzwischen angesammelt hatte, bot sich Karl Meier im Mai des Jahres als Bürge für die Zeitschrift an, was angenommen wurde. Damit sicherte sich Meier verstärkten Einfluss auf die inhaltliche Ausrichtung und betrieb die zunehmende Ablösung der Menschenrecht von der Liga für Menschenrechte.
Grund für die Umbenennung war eine zunehmende Fokussierung der Schweizer Homosexuellenbewegung auf den Kampf gegen juristische, gesellschaftliche und politische Diskriminierungen. Im Zentrum der Bemühungen stand dabei vor allem die Volksabstimmung zu einem reformierten Strafgesetzbuch, das Homosexualität entkriminalisieren sollte. Nachdem die Volksabstimmung (und ein nachfolgender Volksentscheid) gewonnen war und somit die Schweiz ab 1938 der erste Staat Europas war, in dem gleichgeschlechtliche Beziehungen wieder straffrei waren, begann die Bewegung um die Menschenrecht zunehmend zu zerfallen. 1939 löste sich der ehemalige Trägerverein Liga für Menschenrechte endgültig auf, die Menschenrecht geriet in finanzielle Schwierigkeiten und Frauen und Männer begannen sich zunehmend voneinander zu entfernen.

### Restrukturierung und Ende 1940–1942
Meier begann auch mit der Umgestaltung der Menschenrecht hin zu einem stärker kulturellen Profil. Zugleich verlor die Menschenrecht durch eine ungeschickte redaktionelle Leitung durch Anna Vock fast sämtliche Abonnentinnen. Für die Schweizer Lesbenbewegung bedeutete dies nach der kurz zuvor erfolgten Auflösung aller Organisationen das strukturelle Ende. Erst in den 1960er-Jahren organisierten sich die Lesben in der Schweiz erneut. 1942 gab Anna Vock den Verlag an Meier ab, der den Verweis auf die Vorläuferzeitschriften im Untertitel strich und sukzessive weitere Umbauten vornahm. Die Menschenrecht erschien letztmals im Dezember 1942, ab 1943 erschien sie dann als nur für homosexuelle Männer konzipiertes Magazin unter der Leitung Karl Meiers unter dem Namen Der Kreis. Sie entwickelte sich bis zu ihrem Ende 1967 zu einer der einflussreichsten homosexuellen Zeitschriften weltweit und war das Leitmedium der Homophilenbewegung.